# Heerschild

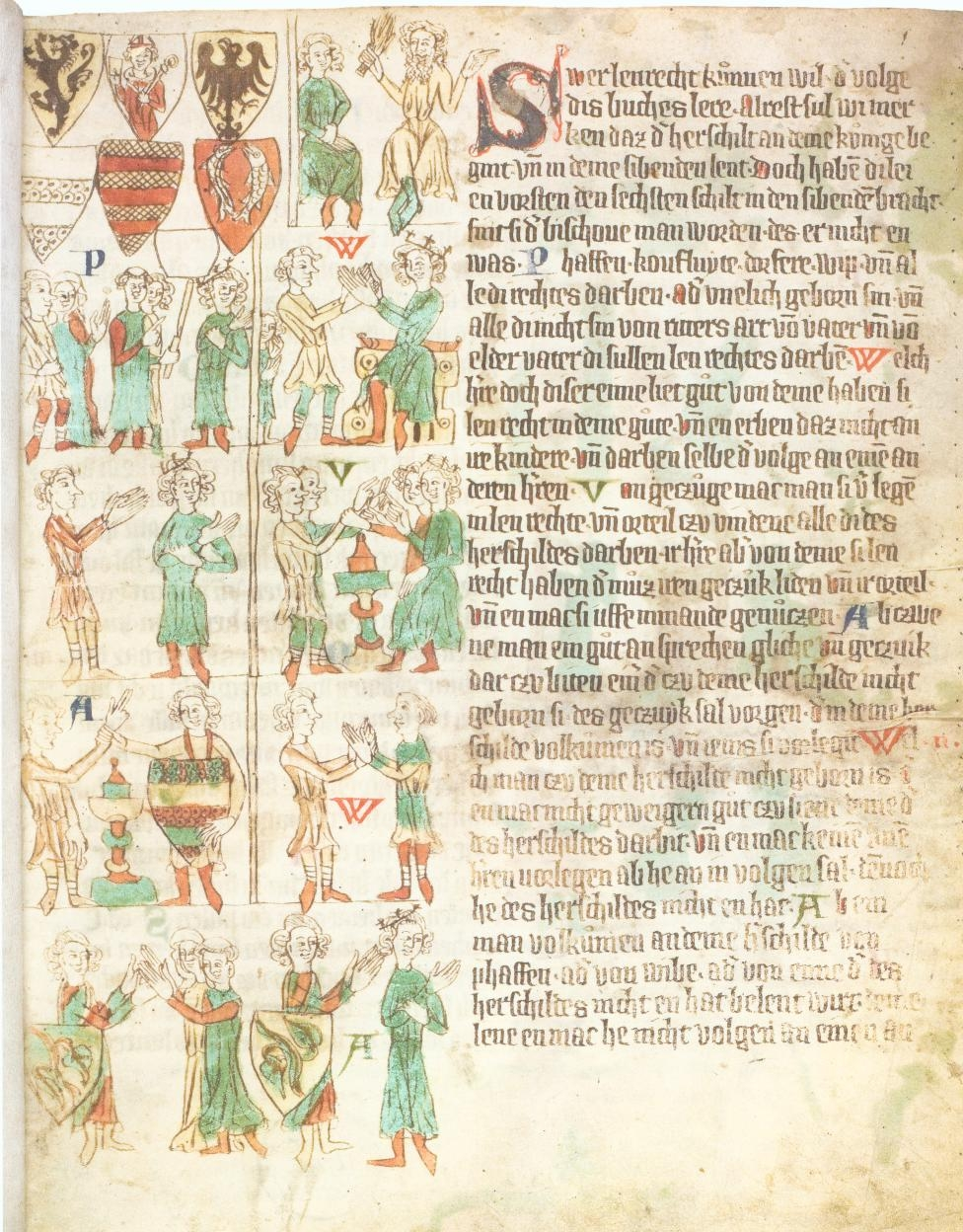
La Heerschildordnung di Eike di Repgow mostra la struttura sociale di una società medievale, Biblioteca dell'Università di Heidelberg, Cod. Pal. Germ. 164, fol. 1r.

Lo Heerschild (in tedesco:ˈheːɐ̯ˌʃɪlt; in latino clipeus militaris), chiamato anche lo scudo della cavalleria, nell'alto medioevo aveva il diritto di convocare la leva feudale. Questa convocazione era l'Heerbann. La conseguente importanza di un sistema di ranghi militari, basato sulla capacità di fornire uomini per una campagna, fu modificata nei libri di legge pubblicati nel XIII secolo. Alla fine finì per essere una parte importante della struttura della società medievale, come riportato del Sachsenspiegel da Eike di Repgow.
Il Sachsenspiegel, il libro di diritto sassone, ritrae la società dell'impero medievale come divisa in sette livelli militari feudali o Heerschilde (lett.: "scudi dell'esercito"). Questa Heerschildordnung era una gerarchia che determinava lo status di un nobile e non era basata su criteri militari. Il primo Heerschild era il re o l'imperatore come signore supremo. Seguiva il secondo "scudo", formato dai principi ecclesiastici, i vescovi e gli abati dell'impero. Il terzo livello comprendeva i principi secolari o laici, che a loro volta sedevano al di sopra dei "liberi signori" (freie Herren), cioè i nobili che non erano principi, del quarto strato. La quinta e la sesta Heerschilde erano formate da uomini liberi, idonei o meno a far parte di una giuria (schöffenbar), in altre parole cittadini comuni che potevano agire come magistrati (quinto livello) o meno (sesto livello). Per quanto riguarda il settimo livello, il Sachsenspiegel rimane vago, sia in termini di composizione, sia se fosse in qualche modo un Heerschild. Sulla base di questa divisione della società, il Sachsenspiegel si è poi occupato dei diritti e degli obblighi del diritto feudale di ogni Heerschild.